# Pipiza quadrimaculata
Pipiza quadrimaculata là một loài ruồi trong họ Ruồi giả ong (Syrphidae). Loài này được Panzer mô tả khoa học đầu tiên năm 1804. Pipiza quadrimaculata phân bố ở vùng Cổ Bắc giới